# Saagri (Misso)
Saagri – wieś w Estonii, w prowincji Võru, w gminie Misso.